# Pierre Maisonnet
Petrus Franciscus (Pierre) Maisonnet (Luxemburg-Stad, 28 november 1755 – aldaar, 29 april 1827) was een Luxemburgs kunstschilder en onderwijzer.

## Leven en werk
Pierre-François of Pierre Maisonnet was een zoon van Pierre Maisonnet sr. en Madeleine of Margaretha Rodenmacher. Hij wordt gehouden voor een leerling van broeder Abraham in de abdij van Orval. Volgens Lambert Herr werkte Maisonnet in de periode 1793-1795 in elk geval met Abraham van Orval samen. Maisonnet studeerde verder in Antwerpen. Hij trouwde er in 1782 met de Antwerpse Thérèse de Brucq (1760-1824), Uit hun huwelijk werden onder anderen de schilders Pierre-Joseph (1783-1823) en François-Joseph Maisonnet (1791-1826) geboren. 
Maisonnet was vooral portretschilder, maar schilderde ook landschappen en christelijk-religieuze taferelen. Hij hield zich daarnaast bezig met het restaureren van kerkschilderingen en het schilderen van decoratief werk binnenshuis. Nadat Keizer Jozef II in 1780 Luxemburg onder zich kreeg, bezocht hij in 1781 het hertogdom. Maisonnet wist de keizer te bewegen voor hem te poseren. Maisonnet schilderde ook portretten van diens opvolgers Keizer Leopold II (1791) en Keizer Frans II (1792), die later werden opgenomen in de collectie van het Musée national d'archéologie, d'histoire et d'art in Luxemburg-Stad. 
In 1798 solliciteerde Maisonnet op de functie van professeur de dessin aan de École centrale, Jean-Baptiste Pierre Pioche kreeg echter de baan. Nadat Pioche in 1811 overleed, werd Maisonnet diens opvolger aan de school, die inmiddels was omgedoopt tot Collège municipal. Tot zijn leerlingen behoorden onder anderen Jean-Baptiste Fresez en Jacques Sturm.
Pierre Maisonnet overleed op 72-jarige leeftijd. In Bonnevoie werd de Rue Pierre Maisonnet naar hem vernoemd.

## Enkele werken
- 1791 portret van keizer Leopold II
- 1792 portret van keizer Franz II
- pastelportretten van burgemeester Jean-Pierre-Bonaventure Dutreux (1775-1828) en diens vrouw

### Galerij

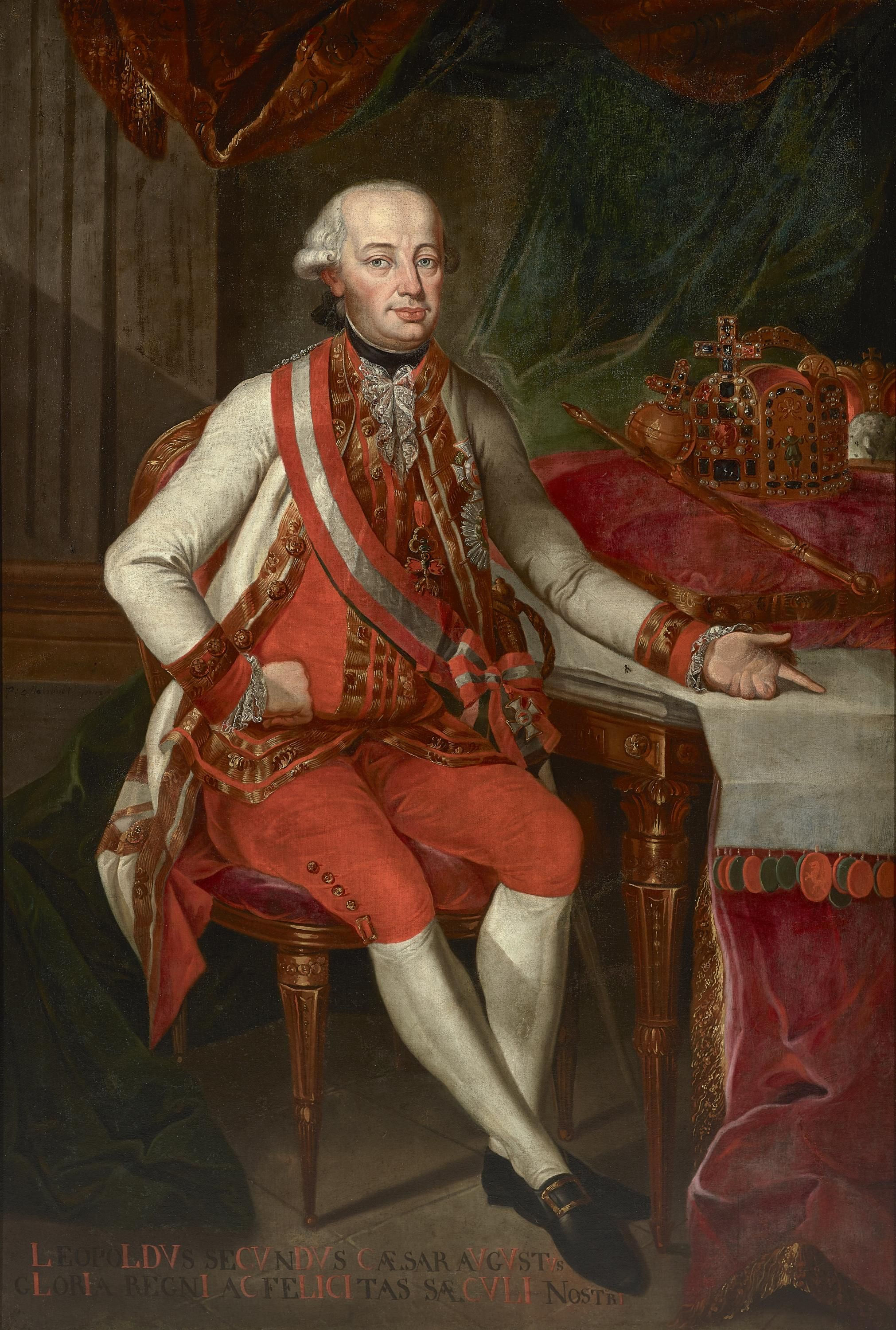
Portret van Leopold II
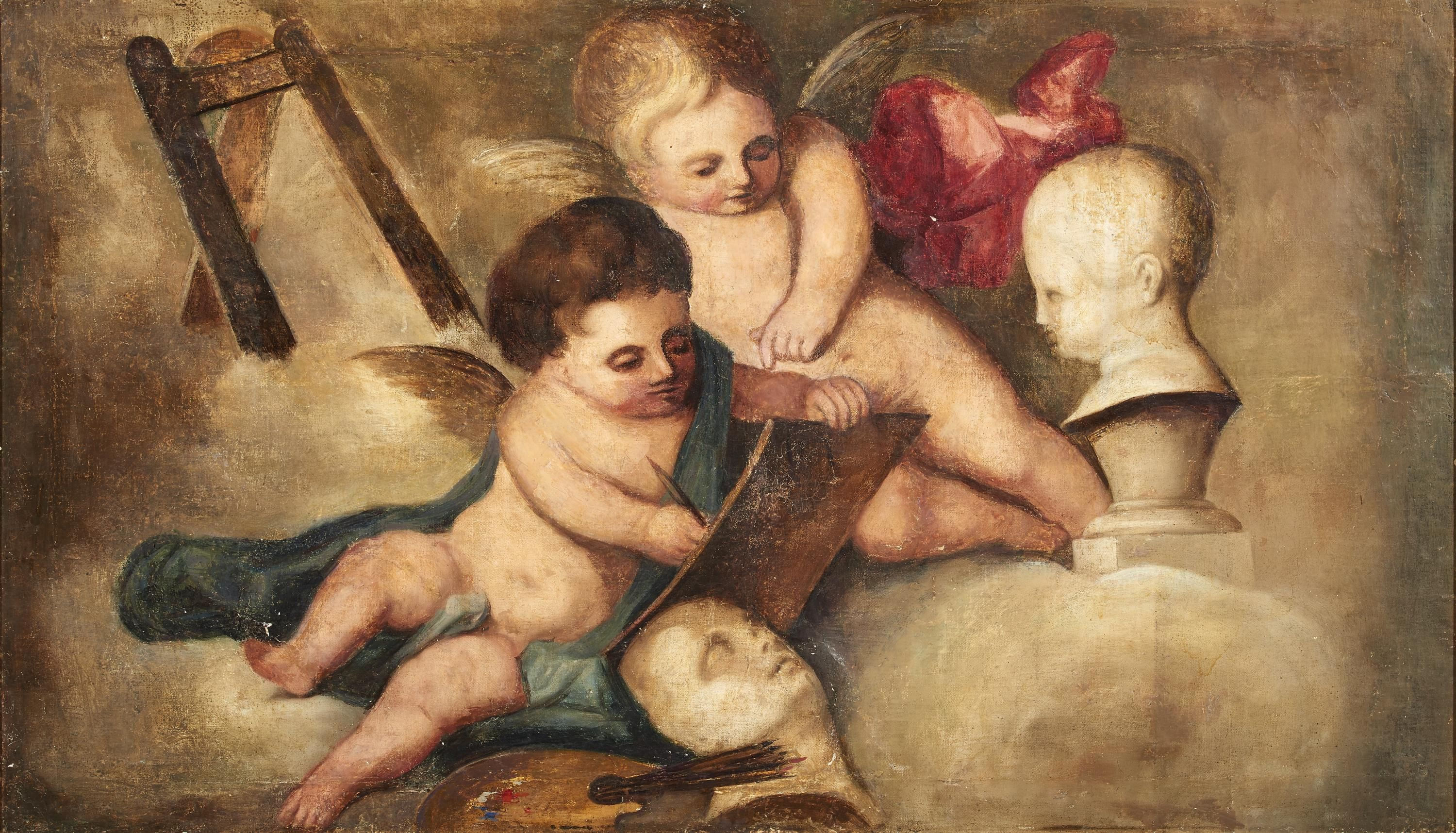
Allegorie van de schilderkunst
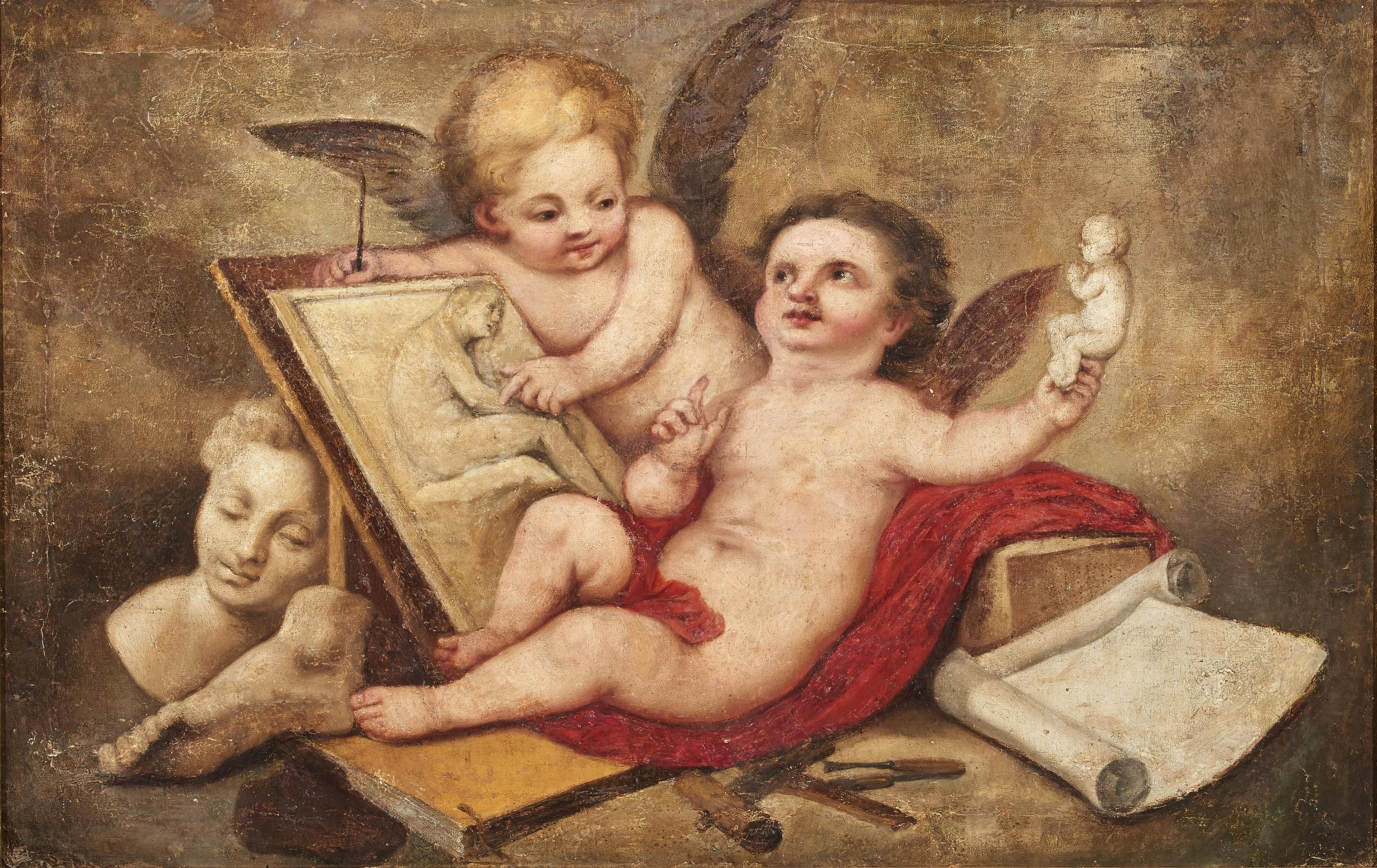
Allegorie van de beeldhouwkunst

- Musée national d'archéologie, d'histoire et d'art: lkl011185